# Subiaco
Subiaco – miejscowość i gmina we Włoszech, w regionie Lacjum, w Mieście Stołecznym Rzym.
Według danych na rok 2004 gminę zamieszkiwało 8931 osób, 141,8 os./km².
W Subiaco urodzili się m.in. Cesare i Lukrecja Borgia, Gina Lollobrigida i Francesco Graziani.
Znajduje się tutaj ważne historycznie opactwo terytorialne Subiaco.